# Mihai Tentea
Mihai Cristian Tentea (n. 30 decembrie 1998, Pitești, România) este un bober român.

## Carieră
S-a apucat de bob de performanță în 2014. În anul 2016 el a participat la Jocurile Olimpice de Tineret. La Lillehammer a fost portdrapelul României la ceremonia de deschidere și a obținut locul 4 în proba de monobob. Apoi a câștigat multe medalii la Campionate de Tineret (sub 23) dintre care medaliile de aur la Mondialele din 2020 și 2021 în proba de bob de 2 persoane cu împingătorul Ciprian Daroczi.
A participat la 6 Campionate Europene, începând cu 2020. Cel mai bun rezultat a fost locul 8 la Europenele din 2021 și 2023 de la Winterberg. În plus el a participat la mai multe Campionate Mondiale. Cel mai bun rezultat a fost locul 8 la Campionatul Mondial de la Lake Placid din 2025. În 2018 a participat la Jocurile Olimpice din 2018 de la Pyeongchang, fiind cel mai tânăr pilot din competiția olimpică de bob. Cu împingătorul Ciprian Daroczi s-a clasat pe locul 18. La Jocurile Olimpice din 2022 de la Beijing a obținut locul 16 în proba de bob-2 și locul 13 în proba de bob-4.
Este antrenat de Iulian Păcioianu, fost bober și de trei ori participant la Jocurile Olimpice.

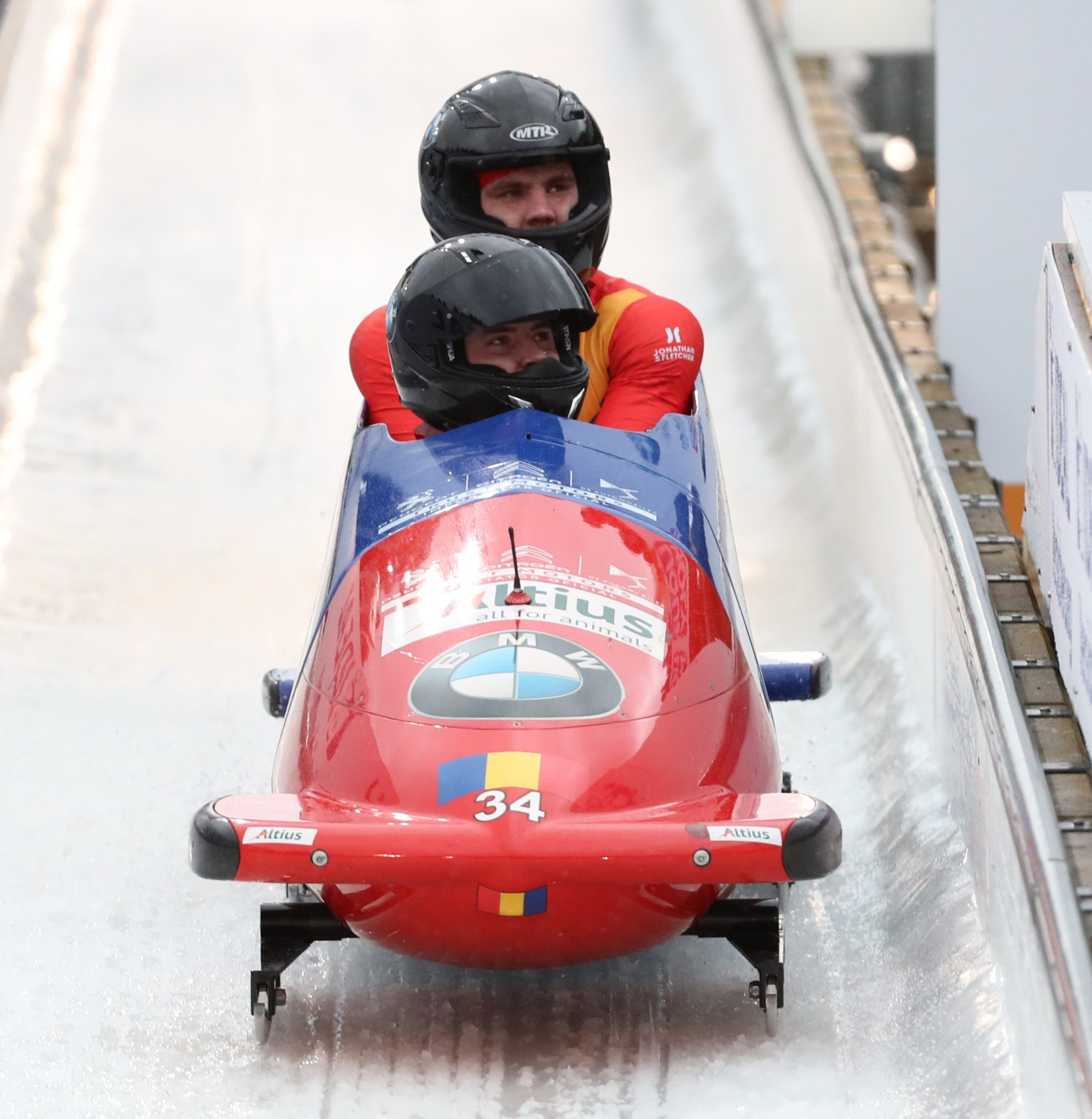
La Campionatul Mondial din 2020
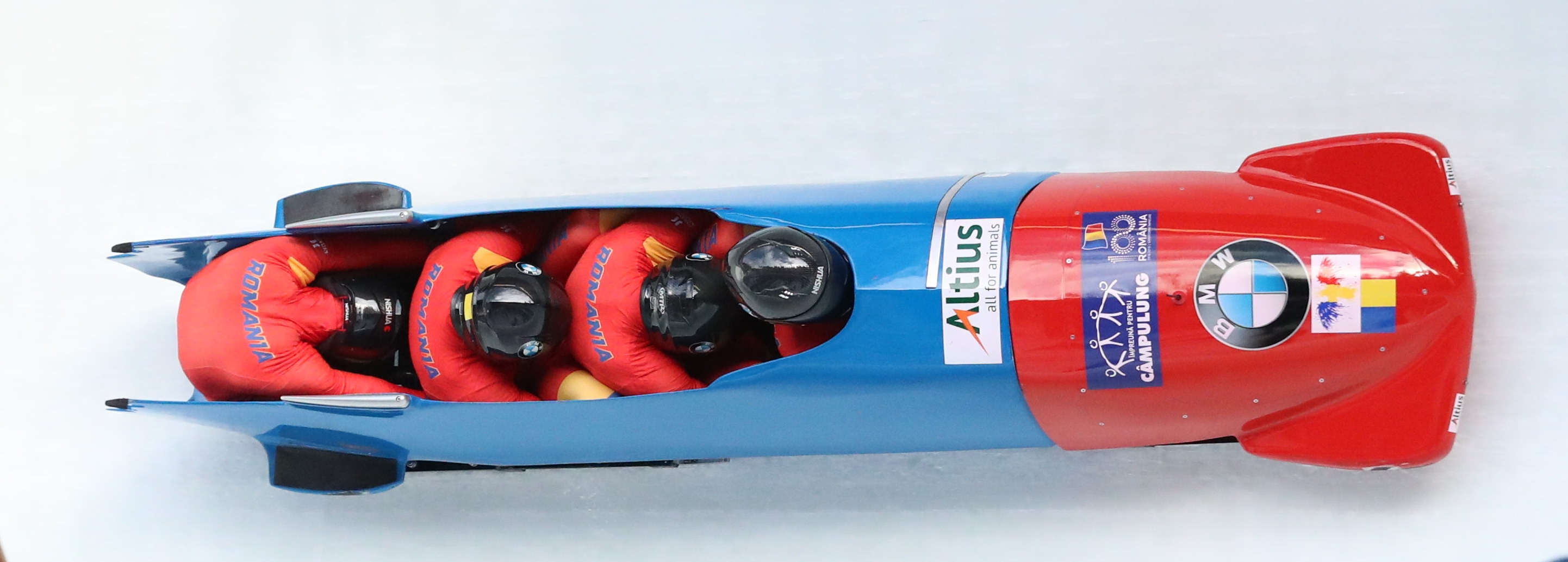
La Campionatul Mondial din 2020
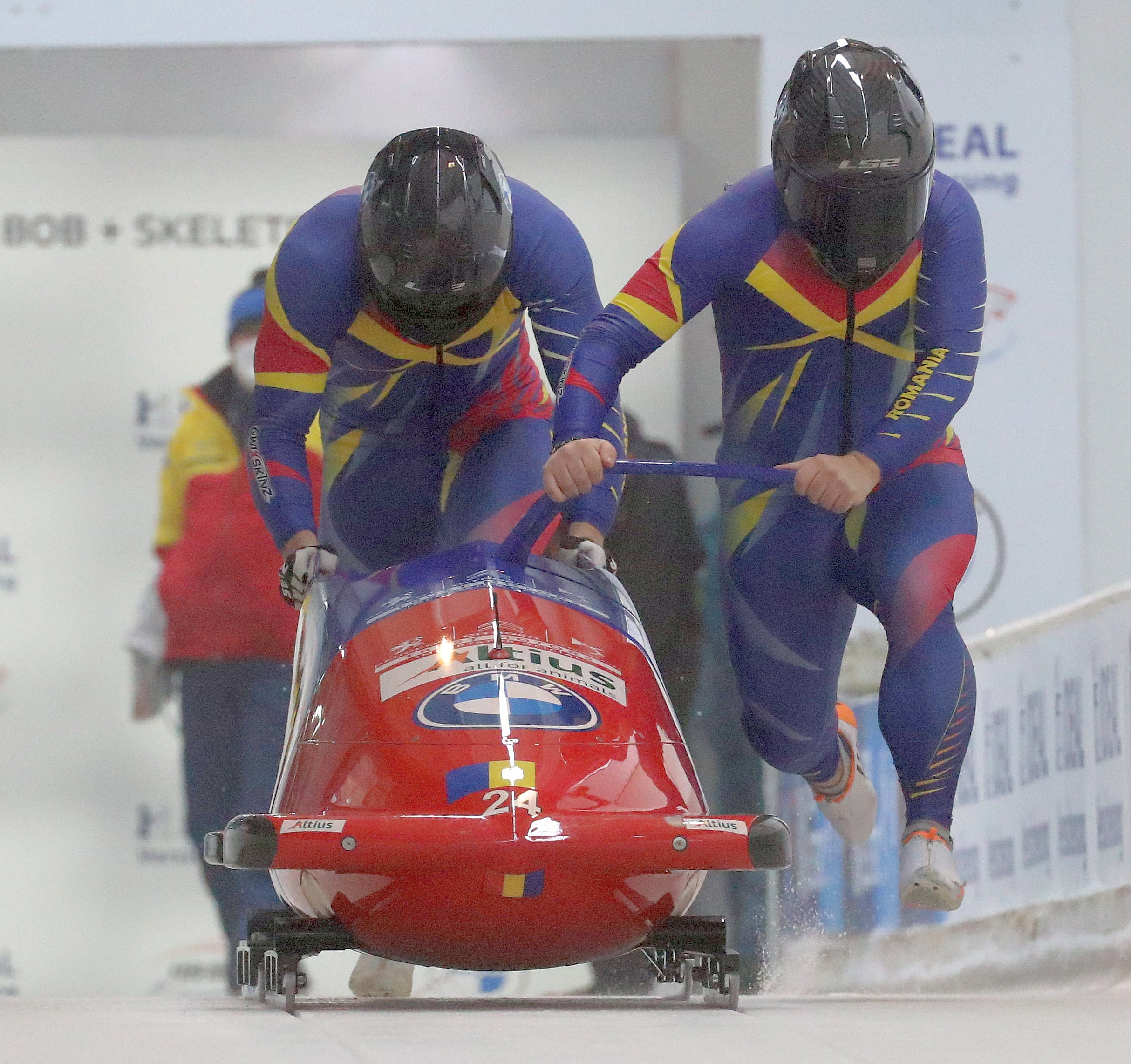
La Campionatul Mondial din 2021

## Realizări
| An   | Competiție                      | Locație                    | Loc | Note    |
| ---- | ------------------------------- | -------------------------- | --- | ------- |
| 2016 | Campionatul Mondial             | Lillehammer, Norvegia      | 4   | monobob |
| 2017 | Campionatul Mondial de Tineret  | Winterberg, Germania       | 7   | bob-2   |
| 2017 | Campionatul Mondial de Tineret  | Winterberg, Germania       | 3   | bob-4   |
| 2017 | Campionatul Mondial             | Königssee, Germania        | 32  | bob-2   |
| 2018 | Campionatul Mondial de Tineret  | St. Moritz, Elveția        | 2   | bob-2   |
| 2018 | Campionatul Mondial de Tineret  | St. Moritz, Elveția        | 5   | bob-4   |
| 2018 | Jocurile Olimpice               | Pyeongchang, Coreea de Sud | 18  | bob-2   |
| 2019 | Campionatul European de Tineret | Innsbruck, Austria         | 1   | bob-4   |
| 2019 | Campionatul European de Tineret | Sigulda, Letonia           | 1   | bob-2   |
| 2019 | Campionatul Mondial de Tineret  | Königssee, Germania        | 3   | bob-2   |
| 2019 | Campionatul Mondial de Tineret  | Königssee, Germania        | 2   | bob-4   |
| 2019 | Campionatul Mondial             | Whistler, Canada           | 22  | bob-2   |
| 2020 | Campionatul European de Tineret | Innsbruck, Austria         | 2   | bob-2   |
| 2020 | Campionatul Mondial de Tineret  | Winterberg, Germania       | 1   | bob-2   |
| 2020 | Campionatul European            | Sigulda, Letonia           | 9   | bob-2   |
| 2020 | Campionatul Mondial             | Altenberg, Germania        | 10  | bob-2   |
| 2020 | Campionatul Mondial             | Altenberg, Germania        | 19  | bob-4   |
| 2021 | Campionatul European            | Winterberg, Germania       | 8   | bob-2   |
| 2021 | Campionatul European            | Winterberg, Germania       | 11  | bob-4   |
| 2021 | Campionatul Mondial de Tineret  | St. Moritz, Elveția        | 1   | bob-2   |
| 2021 | Campionatul Mondial             | Altenberg, Germania        | 17  | bob-2   |
| 2021 | Campionatul European de Tineret | Königssee, Germania        | 1   | bob-2   |
| 2022 | Campionatul European            | St. Moritz, Elveția        | 15  | bob-2   |
| 2022 | Campionatul European            | St. Moritz, Elveția        | 15  | bob-4   |
| 2022 | Jocurile Olimpice               | Beijing, China             | 16  | bob-2   |
| 2022 | Jocurile Olimpice               | Beijing, China             | 13  | bob-4   |
| 2023 | Campionatul European            | Altenberg, Germania        | 10  | bob-2   |
| 2023 | Campionatul European            | Altenberg, Germania        | 8   | bob-4   |
| 2023 | Campionatul Mondial             | St. Moritz, Elveția        | 11  | bob-2   |
| 2023 | Campionatul Mondial             | St. Moritz, Elveția        | 16  | bob-4   |
| 2023 | Campionatul European            | Innsbruck, Austria         | 12  | bob-4   |
| 2024 | Campionatul European            | Sigulda, Letonia           | 11  | bob-2   |
| 2024 | Campionatul Mondial             | Winterberg, Germania       | 13  | bob-2   |
| 2025 | Campionatul European            | Lillehammer, Norvegia      | 9   | bob-2   |
| 2025 | Campionatul European            | Lillehammer, Norvegia      | 12  | bob-4   |
| 2025 | Campionatul Mondial             | Lake Placid, Statele Unite | 8   | bob-2   |